# Nilus majungensis
Nilus majungensis là một loài nhện trong họ Pisauridae. Chúng được Embrik Strand miêu tả năm 1907.